# Garth Fagan

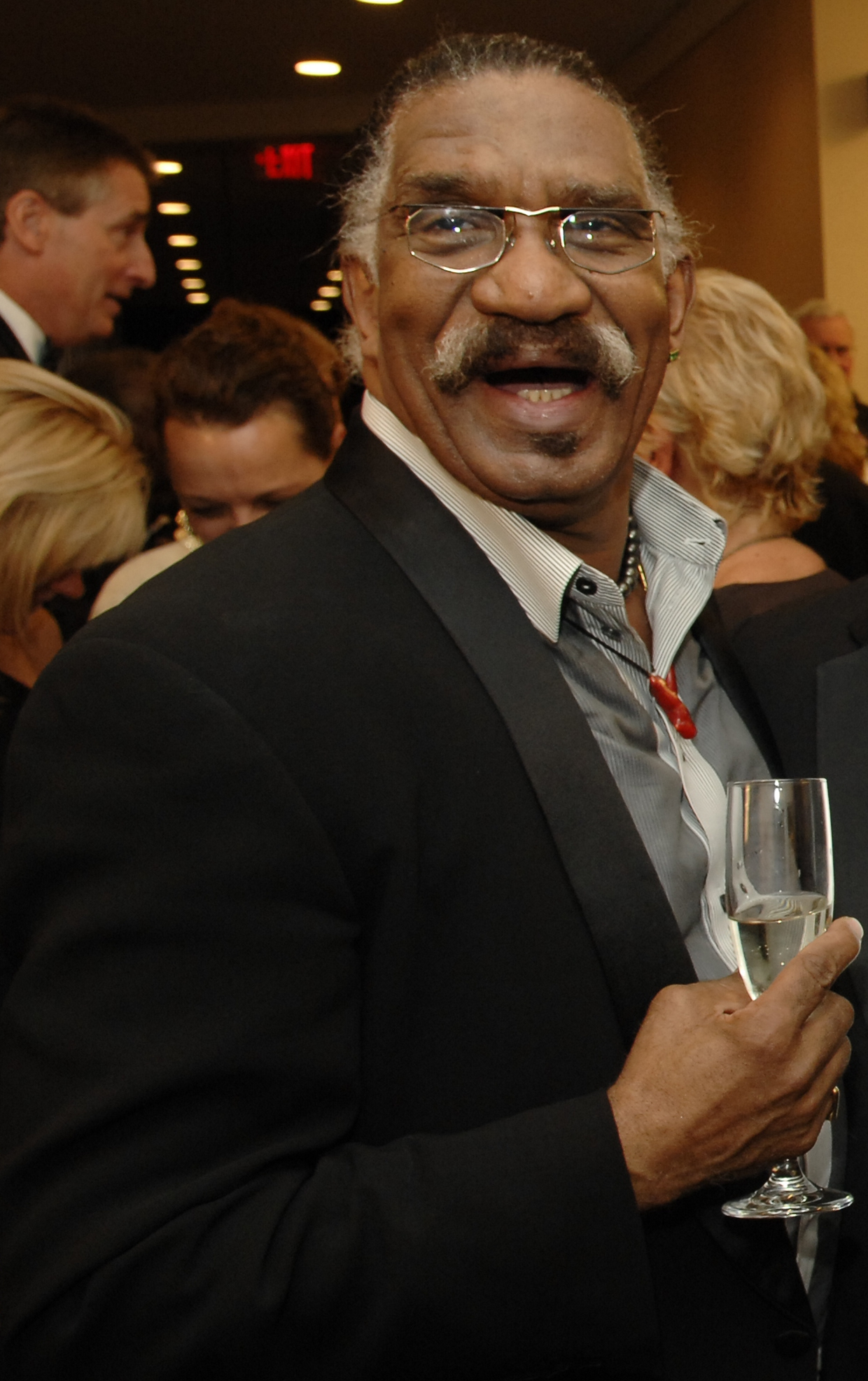
Garth Fagan (2009)

Gawain Garth Fagan, CD, (* 3. Mai 1940 in Kingston, Jamaika) ist ein jamaikanischer Tänzer und Choreograf, der für seine Choreografie im Broadway-Musical König der Löwen 1998 unter anderem den Tony Award für die beste Choreografie erhielt.

## Leben
Garth Fagan unternahm bereits als Teenager eine Tournee durch Lateinamerika mit der Jamaican National Dance unter der Leitung von Ivy Baxter und Rex Nettleford. Später studierte er Tanz an verschiedenen Colleges in den USA und war danach Tänzer sowie später Choreograf bei diversen in Detroit ansässigen Tanzensembles.
1970 wurde er Dozent an der State University of New York at Brockport und begann bald darauf auch mit der Ausbildung von untrainierten städtischen Jugendlichen in der Nähe von Rochester. Das daraus entstandene The Bottom of the Bucket But... Dance Theatre wurde Anfang der 1980er Jahre in Bucket Dance Theatre umbenannt, ehe es seinen heutigen Namen Garth Fagan Dance annahm.
Er entwickelte aus den Jugendlichen ein diszipliniertes, professionelles Tanzensemble, das insbesondere durch seinen „Fagan-Stil“ geprägt war, eine Mischung aus Modern Dance und Jazz Dance mit weiteren Einflüssen afrokaribischer Tänze und dem klassischen Ballett. Daneben war er zeitweise auch Choreograf und Bühnendirektor für andere Tanzkompanien.
Für seine Choreografie im Musical Der König der Löwen erhielt er 1998 den Tony Award für die beste Choreografie. Darüber hinaus erhielt er dafür 1998 den Drama Desk Award for Outstanding Choreography sowie 2000 den Laurence Olivier Award for Best Theatre Choreographer.
2008 nahm er mit seinem Garth Fagan Dance-Ensemble an den Movimentos teil, ein jährlich in Wolfsburg stattfindendes bedeutendes internationales Festival für zeitgenössischen Tanz und Kultur in Europa.